# Метедрон
Метедрон (метоксифедрин, bk-PMMA, 4-метоксиметкатинон) — химическое соединение класса амфетаминов. Наркотик, получивший распространение в 2009 году. Вызывает эйфорию.
Близок по структуре к PMA и PMMA, может представлять аналогичную опасность для здоровья. Оказывает влияние на социальное восприятие, употребление может привести к летальному исходу.